# Piper abditum
Piper abditum är en pepparväxtart som beskrevs av William Trelease. Piper abditum ingår i släktet Piper och familjen pepparväxter. Inga underarter finns listade i Catalogue of Life.